# Claves
Claves er et cubansk rytme-musikinstrument, som består af to cylindriske stykker hårdt træ (omkring 20-30 cm), der slås mod hinanden, hvorved de skaber en let klikkende lyd. I dag laves claves også af fiberglas eller plastik som følge af bedre holdbarhed ved disse materialer. Det bruges ofte i salsamusik, hvor grundrytmen bliver betegnet 3-2 eller 2-3, alt efter hvor mange slag der er i takten. De findes også under betegnelsen rumbastave.

## Overblik
En clave er både et instrument og et rytmisk mønster. Ordet kommer fra Cuba, og dækker ifølge Fernando Ortiz over et musikalsk instrument afledt af diverse versioner af rytmestave.
Mens at lignende idiofoner eksisterer i forskellige kulturer, da erklærer Ortiz, at claven er et instrument, der stammer fra Cuba, og den at den blev skabt af Creolere (som er en blanding af sorte og hvide kulturer).
Omkring det tyvende århundrede i Cuba beskrev visse musikologer claven som "et musical instrument bestående af to runde stave lavet af hård, pudset, rungende træ, og som spilles ved at slå den ene imod den anden og bruges til at vedholde rytmen. Den er især en god ledsager til guitaren, men kan også ofte høres i orkestre."
Ordet "clave" er spansk, og er afledt af de små trædybler, som kan laves i forskellige former, også kaldet "clavijas". Direkte oversat fra spansk betyder clave "nøgle", herunder også i musiske sammenhænge, og kan endvidere oversættes som "kodeord".